# Zélos
Zélos (latinsky Zelus) je v řecké mytologii synem Titána Pallanta a jeho manželky Stygy.
Zélos a jeho sourozenci Kratos a Biá jsou personifikované vlastnosti nejvyššího boha Dia. Jsou na Olympu stále přítomni vedle jeho nebeského trůnu, podobni okřídleným andělům. Tuto trojici doplňuje ještě Níké, která je ovšem označována jako bohyně.
Zélos je zosobněním naléhavého úsilí a snahy. V sobě nese ducha chtivého, horlivého soupeření. Také sváru, žárlivosti a těžké závisti.